# Вуризвил (Њујорк)
Вуризвил (енгл. Voorheesville) град је у америчкој савезној држави Њујорк.

## Демографија
По попису из 2010. године број становника је 2.789, што је 84 (3,1%) становника више него 2000. године.
| Група             | 2000.         | 2010.         |
| Белци             | 2.632 (97,3%) | 2.641 (94,7%) |
| Афроамериканци    | 10 (0,4%)     | 22 (0,8%)     |
| Азијати           | 16 (0,6%)     | 43 (1,5%)     |
| Хиспаноамериканци | 22 (0,8%)     | 60 (2,2%)     |
| Укупно            | 2.705         | 2.789         |